# Tsugaru jongarabushi
Tsugaru jongarabushi (津軽じょんがら節, Cançó popular de Tsugaru) és una pel·lícula dramàtica japonesa del 1973 dirigida per Kōichi Saitō. La història tracta sobre la recerca de la base de la identitat nacional japonesa i la fugida dels enamorats a la meravella de la natura.

## Sinopsi
Isako torna al seu poble natal a la prefectura d'Aomori, a l'extrem nord de l'illa de Honshū, acompanyada pel seu amant Tetsuo. Tots dos fugen de Tòquio perquè Tetsuo és perseguit per un clan Yakuza al líder del qual ha assassinat. Sense diners, Tetsuo s'avorreix ràpidament en aquesta pobre vila davant l'oceà. Per passar el temps, es diverteix amb Yuki, la noia cega que es diu que havia nascut de l'incest i, fins i tot, dona un cop de mà a Tamezo, el pescador de cloïsses, el fill del qual va fugir del poble amb Isako fa anys.
Isako planeja construir una tomba per al seu pare i el seu germà que van morir a la mar, però els seus esforços per cobrar els diners per a l'assegurança del vaixell són rebutjats. Té una visió tènue de Tetsuo que gira entorn de Yuki, la noia cega. Decideix marxar, però Tetsuo es nega a anar amb ella. Estranyament, sembla haver trobat el seu lloc en aquest poble a la fi del món. Es converteix en l'amant de Yuki i passa els seus dies amb la pesca de Tamezo. Però els yakuza que el persegueixen acabaran per trobar-lo i assassinar-lo.

## Repartiment
- Kyōko Enami: Isako Nakasato
- Akira Oda: Tetsuo Iwaki
- Mihoko Nakagawa: Yuki Sugimoto
- Kō Nishimura: Tamezo Tsukamoto
- Hideo Satō: Shigeichi Kanayama, l'amo del bar
- Minori Terada: Yutaka Akatsuka
- Haruko Toda: Waki Sugimoto, àvia de Yuki
- Emiko Azuma: Fumie Sugimoto, mare de Yuki
- Masako Tomiyama: Harumi
- Hisako Kawamura: Matsue
- Fudeko Tanaka: Itako, la sacerdotessa

## Recepció
- Segons Tadao Satō, La Ballade de Tsugaru

| « | és un poema cinematogràfic ple de sensibilitat que canta amb emoció el trist paisatge de Tsugaru. Aquesta pel·lícula també s'ha convertit en el símbol de la moda del retorn a la natura | » |

- Kōichi Saitō s'hi inspira en la tradicional figura del goze, músics cecs itinerants que toquen el shamisen per guanyar-se la vida. El personatge de Yuki declara que vol convertir-se en un d'ells i el director utilitza insercions gràfiques estilitzades reproduint directament pintures de Shin'ichi Saitō (1922-1994)[3] representant dels goze.[4]

## Premis
- 1974: 50è Premi Kinema Junpō a la millor pel·lícula i al millor director per Kōichi Saitō i a la millor actriu per Kyōko Enami
- 1974: 28è Premis de Cinema Mainichi a la millor pel·lícula per Kōichi Saitō, a la millor fotografia per Noritaka Sakamoto i al millor so per Takashi Sugizaki.[5]
- 1974: Premi OCIC per Kōichi Saitō al Festival Internacional de Cinema de Sant Sebastià 1974.[6]